# Mornas
Mornas – miejscowość i gmina we Francji, w regionie Prowansja-Alpy-Lazurowe Wybrzeże, w departamencie Vaucluse.
Według danych na rok 1990 gminę zamieszkiwało 2087 osób, a gęstość zaludnienia wynosiła 80 osób/km² (wśród 963 gmin regionu Prowansja-Alpy-W. Lazurowe Mornas plasuje się na 262. miejscu pod względem liczby ludności, natomiast pod względem powierzchni na miejscu 389.).

## Populacja

Populacja Mornas w latach 1962-2008